# Саут-Шор (Кентуккі)
Саут-Шор (англ. South Shore) — місто (англ. city) в США, в окрузі Ґрінап штату Кентуккі. Населення — 1066 осіб (2020).

## Географія
Саут-Шор розташований за координатами 38°43′19″ пн. ш. 82°57′51″ зх. д. / 38.72194° пн. ш. 82.96417° зх. д. (38.722066, -82.964301).  За даними Бюро перепису населення США в 2010 році місто мало площу 2,22 км², з яких 1,71 км² — суходіл та 0,51 км² — водойми.

## Демографія
Згідно з переписом 2010 року, у місті мешкали 1122 особи в 492 домогосподарствах у складі 275 родин. Густота населення становила 506 осіб/км².  Було 582 помешкання (262/км²).
Расовий склад населення:
| - 96,2 % — білих - 0,6 % — чорних або афроамериканців - 0,4 % — корінних американців - 0,2 % — азіатів |

До двох чи більше рас належало 2,3 %. Частка іспаномовних становила 0,9 % від усіх жителів.
За віковим діапазоном населення розподілялося таким чином: 20,6 % — особи молодші 18 років, 57,0 % — особи у віці 18—64 років, 22,4 % — особи у віці 65 років та старші. Медіана віку мешканця становила 42,7 року. На 100 осіб жіночої статі у місті припадало 77,8 чоловіків;  на 100 жінок у віці від 18 років та старших — 72,0 чоловіків також старших 18 років.
Середній дохід на одне домашнє господарство  становив 36 686 доларів США (медіана — 25 313), а середній дохід на одну сім'ю — 47 778 доларів (медіана — 42 917). Медіана доходів становила 32 500 доларів для чоловіків та 35 500 доларів для жінок. За межею бідності перебувало 30,0 % осіб, у тому числі 31,9 % дітей у віці до 18 років та 24,5 % осіб у віці 65 років та старших.
Цивільне працевлаштоване населення становило 406 осіб. Основні галузі зайнятості: освіта, охорона здоров'я та соціальна допомога — 27,8 %, роздрібна торгівля — 25,6 %, транспорт — 9,9 %, мистецтво, розваги та відпочинок — 9,1 %.